# Oktjabr'skij rajon (Oblast' autonoma ebraica)
L'Oktjabr'skij rajon (in russo Октябрьский район?) è un rajon dell'Oblast' autonoma ebraica, nella Russia asiatica; il capoluogo è Amurzet. Istituito nel 1934, ricopre una superficie di 6.400 chilometri quadrati e consta di una popolazione di circa 13.100  abitanti.

## Centri abitati
- Amurzet
- Blagoslovennoe
- Dobroe
- Ekaterino-Nikol'skoe
- Lugovoe
- Nagibovo
- Ozërnoe
- Polevoe
- Puzino
- Ručejki
- Sadovoe
- Samara
- Sojuznoe
- Stolbovoe